# Katrine kapell

Katrine kapell var en kyrka på Kållandsös sydöstra del nära inloppet till Ullersund inom nuvarande Otterstads socken, Skara stift. Kyrkan kallas även Sankta Katrinæ kapell, men ursprungligen torde dess namn varit Sunnerby kyrka. Kyrkan uppfördes under 1100-talet och blev hospital på 1600-talet. År 2004 började man utföra utgrävningar av anläggningen.

## Kyrkans läge
Sunnerby räknas till den största orten på Kållandsö under vikingatid och medeltid. Inom området finns gravfält och boställe från järnåldern. Bostället består av ett långhus av ansenlig storlek. Avståndet mellan väggarna är uppmätta 10,5 meter och längden uppskattas till mer än 22 meter. Omkring år 1000 flyttades bebyggelsen upp på en höjd i närheten och kyrkan uppfördes på sluttningen av bergsryggen strax norr om Storegården. Byn var sätesgård för Birger Folkason (ett horn) år 1417.

## Den medeltida kyrkobyggnaden
Troligen uppfördes kyrkan under 1100-talets slut. Kyrkbyggnaden bestod av ett rektangulärt långhus med ett smalare rakslutet kor. Ingången till kyrkan var på södra sidan av långhuset. Den murades i ett senare skede igen och en portal öppnades istället på västra sidan då ett trätorn uppfördes här. På denna sidan fanns även två mindre rundbågiga fönster, ett i långhuset och ett i koret. Murarna var i skalmursteknik av tuktad sandsten. Byggnaden var cirka 13 meter lång och 7 meter bred. Golvnivån i koret var högre än långhuset. Man antar att kyrkan lämnades öde redan under medeltiden i anledning av digerdöden. 

## Hospitalet Katrine kapell

### Hospitalet
Kyrkobyggnaden fick förfalla tills in på år 1668 då Magnus Gabriel De la Gardie lät rusta upp byggnaden. Kyrkan låg på säteriet Storegårdens ägor som låg under godset Traneberg och därmed tillhörde grevskapet. Här inrättade han en hospitalanläggning liknande det han tidigare grundlagt i Lidköpings stad. Troligen är det först nu som kyrkan får namnet Sankta Katrine kapell. En byggplan upprättas av Olof falk år 1669. Anläggningen bestod av ett hospital med kyrka samt skola. Själva hospitalbyggnaden, som även innehöll en skolsal, uppfördes intill kyrkans norra sida och var av trä. Präst och skolmästare inrättades i de där redan befintliga husen och hela Storegården med ägor och lägenheter anslogs till anläggningens underhåll. Dessutom gavs årliga allmosor till denna inrättning. Men år 1689 flyttades hospitalet med sina inkomster till Skara efter kunglig befallning. Både underhållet från församlingarna och privata gåvor indrogs från Katrine kapell och kyrkans öde var definitivt beseglat. Så sent som 1684 omtalas reparationer av kyrkans torn. 

### Anläggningens förfall
Redan år 1694 står det i en skrivelse till domkapitlet att kyrkan genom röta tagit stor skada både i taket och tornet som var beklätt med bräder. Frågan var om byggnaderna kunde räddas genom reparation eller om bräderna i tornet skulle användas till Hospitalgården innan de var förstörda. 
Då inget beslut fattades fortsatte de gamla byggnaderna att förfalla. Men år 1707 ville man i Sunnersberg utvidga sin kyrka och behövde därmed byggnadsmaterial. Man frågade domkapitlet om det var möjligt att använda Katrine kapell till materialtäckt. I skrivelsen beskrivs kyrkan som att den snart faller av sig själv samt att den af oskäliga creatur orenadh. Dessutom föreslås att predikstol och altartavla kunde komma till Skara hospitals användning. När Sunnersbergs kyrka två år senare byggdes om togs också materialet från Katrine kapell.

## Undersökningar och utgrävning

### År 1871
I sin beskrivning över Kållands härad av Claes Johan Ljungström beskrivs Katrine kapell enligt följande: Kyrkogården är nu kålgård till hemmanet Storegården, men der qvarstår en korsbildad grafsten af 2 1/2 fots höjd, samt foten af en dylik. Kyrkan, som legat i sluttningen af en backe, är jemnad med marken, men af ännu uppstickande grundstenar synes, att den varit 16 alnar lång och 12 alnar bred.

### År 1913
Inför Ernst Fischers utgivning av kyrkorna i Kållnads härad besöktes platsen tillsammans med Anders Roland år 1911. Av kyrkan återstår intet annat än otydliga rester av grundstenarna. Att här redan under romansk tid fanns en kyrka, visar det gravkors av sandsten som ännu står kvar på den en gång omgivande kyrkogården - det enda som minner om att här är helig mark. Man var även i Sunnersbergs kyrka för att undersöka det material från Katrine kapell som använts vid utbyggnaden 1709. Men inget kunde upptäckas då väggarna var överkalkade. 

### År 2006
Mellan åren 2004-2007 gjordes en grundligare undersökning som även innefattade utgrävning av kyrkobyggnaden och delar av kyrkogården. Långhusets grundmurar kunde följas men av korets murar fanns inte mycket kvar. Inne i kyrkans långhus påträffades kurlturjord som innehåll keramik, djurben och bränd lera, samt flera stolphål efter tidigare bebyggelse. Kulturlagret har daterats till 1000-talet och ett av stolphålen till 900-talet.